# Tỉnh Jülich-Kleve-Berg
Tỉnh Jülich-Kleve-Berg (tiếng Đức: Provinz Jülich-Kleve-Berg) là một tỉnh của Vương quốc Phổ từ 1815–22. Tỉnh này trước đây phần lớn là vùng đất thuộc công quốc Jülich-Cleves-Berg. Thủ phủ của nó là Köln.